# 鱼蛭属
鱼蛭属（学名：Piscicola）为鱼蛭科的一属水蛭。主要寄生在淡水或半咸水鱼体上，据Soós(1965)记载，全世界共有10种，其中美洲5种，欧洲2种，亚洲2种，另外还有一世界性种。1976年，将分布于欧洲的Cystobranchus fasciatus和Cystobranchus respirans划归本属。
鱼蛭属水蛭的身体呈圆柱形，颈部和躯干部的区分不明显，完全体节为14环，身体两侧的搏动囊很小。

## 下属物种
- Piscicola caeca Kaburaki, 1921
- 尺蠖鱼蛭 Piscicola geometra (Linnaeus, 1758)
- 大鱼蛭 Piscicola magna Yang Tong, 1984
- Piscicola milneri
- 橄榄鱼蛭 Piscicola olivacea
- Piscicola zebra Moore, 1898